# 南斯拉夫王國國徽
南斯拉夫王國國徽以塞爾維亞王國國徽為基礎。為一盾徽，置於一隻雙頭鷹上。左上角為紅盾，中間小盾亦為紅地，上繪白色十字，四個角落繪有水平向外的白色火镰。右上角十三紅十二白方格為克羅地亞的徽號。下方藍地三顆六角星和白色月紋象徵斯洛文尼亞。盾上有王冠。
外覆以斗蓬和王冠。